# Fusils et mousquetons Berthier
Les mousquetons et les fusils Berthier constituent un ensemble d'armement cohérent fondé sur le mécanisme de chargement Mannlicher sur une base de Lebel modèle 1886 pour l'armée française à partir de 1890 et qui participe à la Grande Guerre, la guerre du Rif, la seconde Guerre mondiale, la guerre d'Indochine et guerre d'Algérie.

## Conception
Lorsque les Allemands conçoivent leur fusil Mannlicher Modell 1888 , ils rajoutent une variante carabine ou mousqueton destinée aux troupes montées. Pour y faire face, la France ne dispose que du mousqueton Gras Mle 1874. Dans le cadre de la « course aux armements » qui s'est développée entre les deux futurs belligérants, il est urgent de prendre des mesures.
Le Comité de l'Artillerie qui est chargé du remplacement se voit proposer une version raccourcie du Lebel qui ne donne pas vraiment satisfaction en raison de son poids excessif ainsi que de son mécanisme à répétition Kropatscheck et son magasin tubulaire. 
Dans le même temps, un civil, Émile (ou André) Berthier, chef de bureau à la compagnie des chemins de fer Bône-Guelma propose un mousqueton sur la base d'un fusil identique au Lebel mais avec un système de chargement Mannlicher. En 1887, il essuie un refus de la part du Comité de l'Artillerie, mais après avoir corrigé ses plans et proposé à nouveau son projet en mai 1888, il reçoit un avis favorable d'essai.
L'Atelier de construction de Puteaux (APX) réalise alors une dizaine de prototypes qui sont essayés au Mont Valérien. Les essais démontrent la supériorité du système Berthier face au Lebel, notamment dans le domaine de la rapidité du tir. Les membres de la commission décident alors d'adopter une carabine de cavalerie et un mousqueton d'artillerie sur la base de l'arme d'essai proposée par Berthier, dont ils réduisent la longueur et la capacité de magasin, ce qui s’avérera un choix malheureux.
La Section technique de l'Armée (STA) essaye l'arme et la modifie de manière conséquente. Elle est adoptée le 14 mars 1890. Les mérites de M. Berthier sont reconnus mais, comme il n'appartient pas au milieu militaire et que l'arme a été passablement modifiées par la STA, son nom n'y est pas officiellement associé.
Alors que la personnalité de ce « chef de bureau » est restée longtemps mystérieuse, il a été établi au début du 21e siècle qu'il s'agit du même personnage que le « général Berthier-Pacha » à l’origine d’une famille d’armes automatiques entre 1900 et 1925,.

## Les munitions
Le système Berthier est approvisionné par une boîte-chargeur de type Mannlicher de trois cartouches (quatre pour les modèles d'essais de 1889, cinq pour le modèle 1892 Modifié M16 ).
Les cartouches étaient glissées en pile unique sur une lame-chargeur, cette lame-chargeur est introduite dans le magasin de l'arme et lors du tir de la dernière cartouche de la lame, celle-ci tombe en glissant en dessous du boîtier d'alimentation.

## Développement

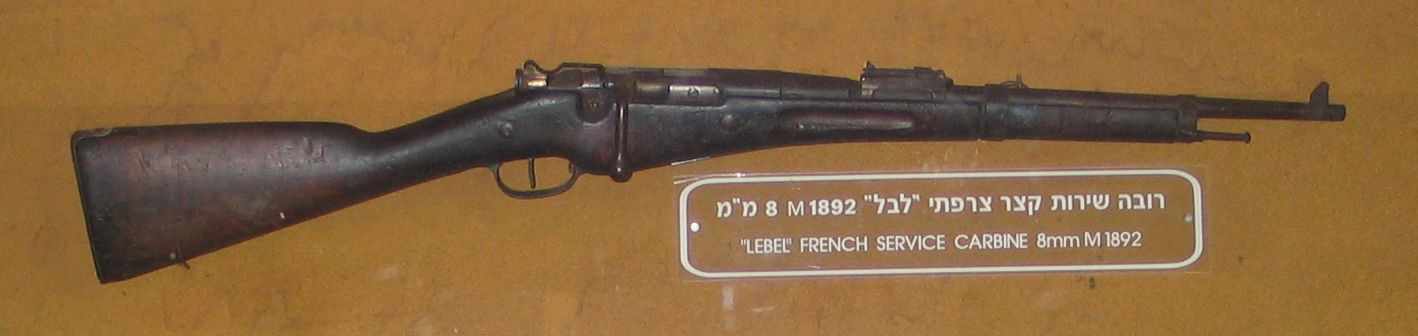
Mousqueton Berthier Mle 1892/27

### Une utilisation initialement prévue pour les armes montées
La carabine Berthier est déclinée en plusieurs modèles d'armes :

#### Carabine de cavalerie Mle 1890
La carabine de cavalerie est la première arme développée à partir de ce système. Son usage impose certaines contraintes comme la légèreté, ou un profil fluide pour ne pas blesser le cavalier (qui porte l'arme dans le dos). Ces contraintes se manifestent par une crosse d'une seule pièce, un magasin de 3 coups et un levier d'armement coudé. La carabine de cavalerie est modifiée pour recevoir une baïonnette, elle prend alors le nom de carabine de gendarmerie.

#### La carabine de cuirassiers Mle 1890

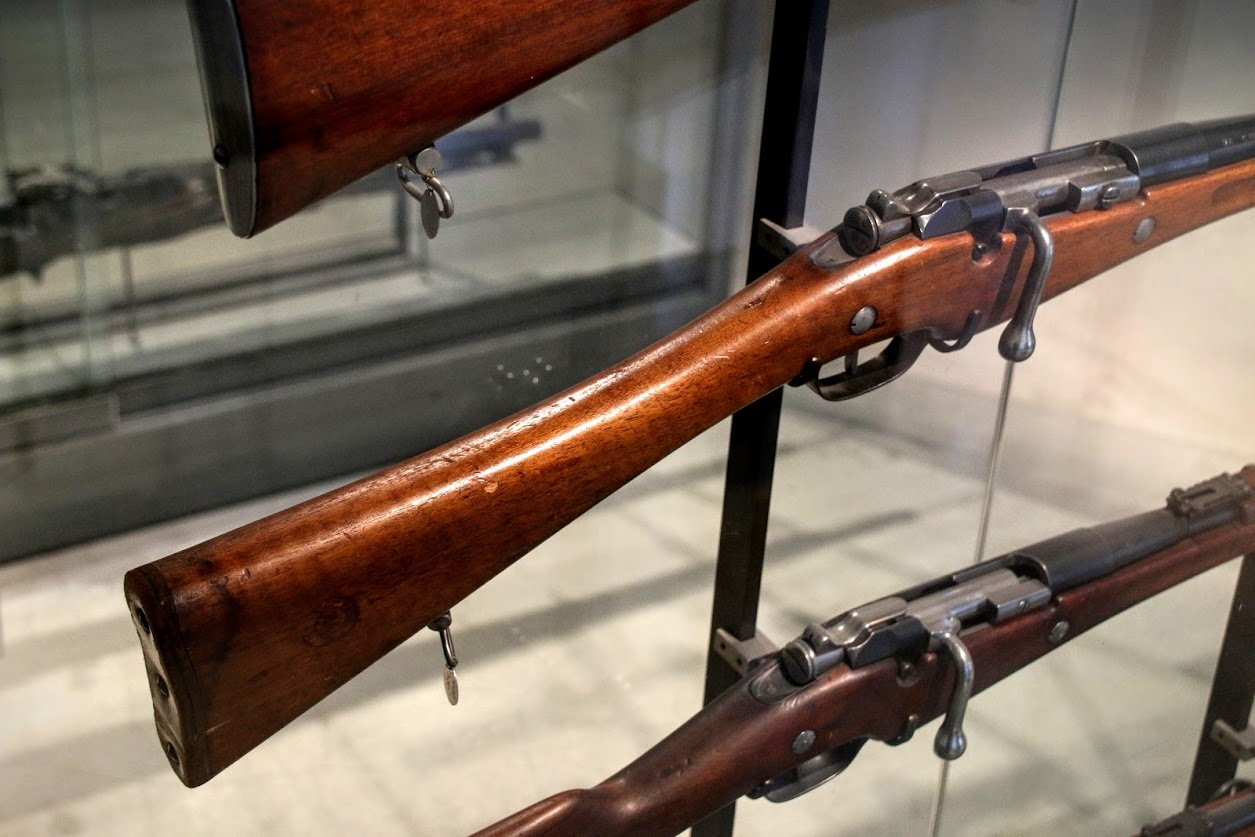
Crosse de carabine de cavalerie Berthier Mle 1890 pour les cuirassiers

La carabine de cavalerie est modifiée pour l'usage des cuirassiers  (cavalerie lourde) 
- rallongement de 7 mm de l'arme
- pente plus accentuée de la crosse et absence de busc
- ajout d'une plaque de couche en cuir pour ne pas abîmer la cuirasse lors du tir

La cuirasse Mle 1890 est elle-même modifiée en 1891 et le rivet de l'épaulière droite est arasé.
À partir de 1916, les carabines de cuirassiers Mle 1890 ne sont plus réparées avec leurs éléments spécifiques. Dès 1920, elles sont ramenées au standard M16 et disparaissent en tant que telles des inventaires de l'armée française, de même que les cuirassiers.

#### La carabine de gendarmerie Mle 1890
Elle remplace la carabine de gendarmerie Mle 1874 fondé sur le système Gras. Elle diffère de la carabine de cavalerie par l'épée baïonnette Mle 1886 similaire à celle du Lebel. Elle est construite à raison de 36 640 carabines. Elle est livrée à partir du 8 septembre 1892 à la gendarmerie départementale et à la garde républicaine. 
Sa fabrication est interrompue en 1892 au profit du mousqueton d'artillerie Mle 1892 qui est distribué désormais à la gendarmerie.

#### Le mousqueton d'artillerie Mle 1892
Le mousqueton d'artillerie diffère essentiellement de la carabine de gendarmerie par son sabre-baïonnette Mle 1892 qui à plus une vocation d'outil que d'arme. Un sabre baïonnette étant une baïonnette possédant une lame pouvant servir de machette.    
C'est une arme trapue, courte mais facile à utiliser. Le mousqueton Berthier est apprécié des soldats, pour sa compacité dans les tranchées, il sera aussi populaire pour son recul viril donnant une impression de puissance au tireur.
De plus, son canon étant plus court, la poudre n'y brûle pas entièrement d'où une flamme de 30 à 40 cm en sortie de canon : de quoi impressionner le tireur et l'ennemi.
- Longueur de l'arme : 945 mm
- Longueur de l'arme avec baïonnette : 1 345 mm
- Longueur du canon : 453 mm
- Masse à vide : 3,1 kg
- Masse arme chargée à 3 cartouches : 3,2 kg
- Vitesse initiale : 640 m/s

#### Modifications ultérieures
- En 1898, l'introduction de la balle D entraîne un changement de la hausse.
- En 1902, le cran de sûreté du chien est supprimé
- En 1909, un tenon de recul est ajouté sous la boîte de culasse pour absorber plus efficacement le recul et limiter la fragilité de la crosse.
- En 1913, un quillon est ajouté à l'embouchoir.
- En 1920, une nouvelle ligne de mire surélevée est adoptée.
- En 1927, la baguette de nettoyage est supprimée et son logement est obturé par une pièce de bois.
- En 1932, la chambre est réalésée et le ressort du percuteur est renforcé en conséquence de l'adoption de la balle N.

### L'extension aux troupes coloniales
À partir de 1902, le système Berthier est retenu pour des fusils destinés à des troupes coloniales.

#### Le fusil Mle 1902 de tirailleur indochinois
L'équipement des tirailleurs indochinois ne dépend pas du ministère de la Guerre mais du ministère des Colonies. Par conséquent, les tirailleurs indochinois ne sont pas équipés de fusil Mle 1886 Lebel. Doté d'un budget relativement pauvre, le ministère des Colonies récupère un grand nombre de fusils et carabines Mle 1874 dits « Gras ». 
En 1901, le gouverneur de l'Indochine Paul Doumer demande l'étude d'un fusil court destiné aux Indochinois, ceux-ci étant de petite taille (1,50 m).  
Le Comité technique de l'artillerie propose deux types de carabines, versions « allongées » de la carabine de gendarmerie Mle 1890, dont le plus long est adopté sous le nom de « fusil de tirailleur indochinois Mle 1902 » et une commande pour 10 000 exemplaires est passée à la manufacture d'armes de Châtellerault. Une seconde commande de 14 000 exemplaires est passée par la suite.    
Le fusil est aussi acheté à 10 000 exemplaires par les établissements Schneider afin de remplir un contrat d'armement passé par la Perse en 1908. 
Une nouvelle commande de 25 000 exemplaires  de modèles 1902 avec la modification M 16 est passée en 1920.

#### Le fusil Mle 1907 «colonial» ou «de tirailleur sénégalais»
En 1907, le ministère des colonies décide d'adopter un fusil « Berthier » similaire au fusil « indochinois » mais avec une longueur similaire à celle du Lebel pour les tirailleurs sénégalais.

### Le remplacement de facto du Modèle 1886 Lebel

#### Le fusil Mle 1907/15
Au commencement de la guerre, les manufactures d'armes de l’État sont dans l'incapacité de relancer la production du Lebel, la majorité des machines-outils (à part celles destinées à la fabrication des canons) ayant été transformées pour d'autres usages. Les machines-outils subsistant à Tulle suffisent à peine à assurer la réparation des armes revenant du champ de bataille. Il est donc décidé d'entreprendre la fabrication à grande échelle d'un fusil sur la base du Mle 1907.
En 1915, ce fusil est officiellement adopté par le ministère de la guerre. Il reçoit donc l'appellation fusil Mle 1907 modifié 1915 ou 07/15. De fait, le Berthier se substitue progressivement au Lebel.
En retenant pour les fabrications de guerre un fusil de la longueur du Lebel, parallèlement à la relance de la fabrication du mousqueton Mle 1892, plutôt que le fusil 1902, la France laisse passer l'occasion d'homogénéiser les armes d'épaule avec un fusil de longueur intermédiaire, comme l'a fait la Grande-Bretagne en 1902 avec le SMLE et les États-Unis en 1903 avec le Springfield ainsi que, entre les deux guerres, l'Allemagne avec le Mauser 98K. En 1940, vu la faible production des fusils de calibre 7,5 mm, transformés ou nouveaux, l'infanterie française sera en position d'infériorité face à la Wehrmacht équipée du Mauser 98 K.  

### La remise à niveau

#### La remise à niveau de l'ensemble M 16
La capacité du magasin  passe de 3 à 5 cartouches , de plus celui-ci dispose désormais d'un garde main en bois et d'un levier de culasse droit.  

#### Le fusil 07/15 M 34
Modification du fusil Berthier, recalibré, raccourci et doté d'un magasin type "Mauser " de 5 cartouches et tirer la cartouche 7,5 x 54C.

#### La dernière modification M 35
Modification du fusil indochinois Mle 1902 au standard M34 et adapté au 7,5 mm Mle 29C.

#### Modification en arme d’instruction
Le mousqueton est modifié en 22lr avec un chargeur par Unique dans le but d’en faire une arme d’instruction destinée à la CRS.
Peu de modèles ont été fabriqués.